# حامد المالكي
حامد المالكي (12 يونيو 1969 - ) هو صحفي وكاتب ومصور عراقي، من مواليد العاصمة العراقية بغداد، حاصل على شهادة البكالوريوس في الفنون الجميلة من جامعة بغداد عام 1993، وهو متخصص في الفنون التلفزيونية والسينمائية.

## حياته
ولد حامد المالكي في بغداد في 12 يونيو 1969، عمل محررًا ثقافيًا ومصورًا في مجلة أسفار الثقافية عام 1991، وأكمل دراسته الجامعية في الفنون الجميلة من جامعة بغداد في عام 1993، كما عمل مصورًا صحفيًا في صحيفة الجمهورية البغدادية حتى عام 1996، شارك في إصدار صحيفة الاستقلال عام 2003، وعمل مديرًا للتحرير فيها، كما أنشأ جريدة بلادي ومجلة بلادي التابعة لوزارة الدفاع العراقية في عام 2004، وكتب عدة مقالات سياسية وثقافية في عدد من الصحف العربية والعراقية.

## أعماله الفنية

### التلفزيون
كتب عدة أعمال للتلفزيون العراقي والقنوات العربية منذ عام 1995 حتى عام 2019 أهمها: 
1. مسلسل (اللاهثون) إنتاج الأردني محمد ياغي وإخراج عادل طاهر عام 1998.
2. مسلسل (جواهر اللغة) إنتاج قناة ART الفضائية العربية وإخراج فيصل الياسري عام 2000.
3. مسلسل (عائلة في زمن العولمة) الجزء الأول من إنتاج قناة البغدادية العراقية وإخراج علي أبو سيف عام 2004.
4. مسلسل (عائلة في زمن العولمة) الجزء الثاني من إنتاج قناة البغدادية العراقية وإخراج عزام صالح عام 2005.
5. مسلسل (سارة خاتون) 1998 إنتاج قناة الشرقية وإخراج صلاح كرم عام وأنتج عام 2006 المسلسل يتحدث عن حياة المليونيرة العراقية الشهيرة سارة أوهانيس أسكندريان التي بنت حي (كمب سارة) وحي (كمب أرمن) في العراق عام 1915 للناجين من مذابح الأرمن، وهو أول عمل عراقي يسوق خارج العراق منذ غزو الكويت عام 1991 وقد عرضته قناة mbc العربية.
6. مسلسل (الوجه الآخر للقمر) من إنتاج الأردني محمود الشيبي وهو مسلسل أردني اجتماعي.
7. مسلسل (الجواهري) من إنتاج قناة السومرية وإخراج غانم حميد وهو لا يزال قيد الإنتاج، المسلسل يتحدث عن سيرة الشاعر العراقي الكبير الجواهري.
8. مسلسل (فوبيا بغداد) من إنتاج قناة الشرقية وإخراج حسن حسني عام 2007.
9. مسلسل (السيدة) من إنتاج قناة البغدادية وإخراج السوري غزوان بريجان وبطولة الفنانة الكبيرة منى واصف والفنان العراقي بهجت الجبوري ونخبة من ممثلي العراق وسوريا ويتحدث عن حياة العراقيين في حي السيدة زينب منذ عام 1973 حتى عام 2007.
10. مسلسل (الرصافي) من إنتاج قناة السومرية عام 2007 وقد كتبه عام 1999 وهو يروي السيرة الحياتية للشاعر العراقي الكبير الرصافي منذ يوم ولادته عام 1875 حتى وفاته عام 1945، وقد نفذ إنتاجه عام 2007.
11. مسلسل (رسائل من رجل ميت) من إنتاج قناة البغدادية وبطولة الفنان العراقي المغترب قائد النعماني الذي عاد للتمثيل بعد 30 عاما من اغتاربه في أمريكا، كذلك بطولة الفنان السوري الكبير غسان مسعود والنجمة العراقية شذى حسون ونخبة من فناني العراق وسوريا، عام 2008.
12. مسلسل (الملك فيصل الأول) من جزأين وإنتاج الأردني طلال العوالمة وهو قيد الإنتاج ويقع في ستين حلقة تلفزيونية، ويروي تفاصيل الثورة العربية عام 1916 وتتويج المليك فيصل ملكا على سوريا ثم العراق حتى وفاته عام 1933، والمسلسل قيد الإنتاج.
13. مسلسل (الدهانة) من إنتاج قناة البغدادية وإخراج الفنان علي أبو سيف وبطولة الفنان كاظم القريشي عام 2009.
14. مسلسل (الحب والسلام) من إنتاج قناة السومرية، وقد نفذ وسوَّق العمل، المنتج العربي المعروف صادق الصبّاح، وعرض على قناة روتانا خليجي وعدة قنوات عربية، وهذا ثاني عمل عراقي يسوق عربيا بعد مسلسل سارة خاتون، وأول وآخر عمل عراقي -حتى الآن- يتحدث عن مأساة الحرب العراقية الأيرانية 1980-1988 حتى عام عام 2007 وقد أنتج عام 2009.
15. مسلسل (أبو طبر) من أنتاج قناة البغدادية، إخراج السوري سامي جنادي، مثل البطولة فيه الفنان كاظم القريشي ونخبة من فناني سوريا والعراق، يتحدث المسلسل عن القاتل التسلسلي حاتم كاظم الهضم الملقب بأبي طبر والذي أعدم في 18 يوليو عام 1976. عام 2010.
16. مسلسل (الهروب المستحيل) من أنتاج قناة العراقية ونفذ عام 2011.
17. مسلسل (قصة حي بغدادي) من إنتاج قناة العراقية عام 2012 وإخراج الفنان فارس طعمة، وفيه نبؤة عن تهجير المسيحين من العراق.
18. مسلسل (الفندق) من إنتاج قناة الشرقية وإخراج حسن حسني، شكل هذا المسلسل صدمة للمجتمع العراقي لأنه أظهر بوضوح وصراحة عاليتين، ما يحدث اليوم -بعد 2003- من أحداث إجرامية تهدد الأمن والسلم المجتمعي، عن طريق تتبع أحداث المسلسل لظاهرة الدعارة وتجارة الممنوعات وبيع الأعضاء البشرية، وقد تعرض لموجة تشهير كبيرة قامت بها جيوش ألكترونية منظمة والي اليوم -8-8-2019- ولكن المسلسل تكلل بقيام الجهات المسؤولة بمتابعة العصابات التي تتاجر بالبشر والدعارة والمخدرات وغير ذلك.

### الأفلام التلفزيونية
1. فلم (العراق بين احتلالين) من إنتاج قناة العربية وإخراج صلاح كرم.
2. فلم (انتهاك) والفلم سِميدراما من تأليف وإنتاج وإخراج حامد المالكي، وشارك في الإنتاج الفنان غانم حميد والفنانة هديل كامل، حاز هذا الفلم على الجائزة الذهبية في إبداع الإخراج في مهرجان القاهرة للإذاعة والتلفزيون الحادي عشر عام 2005، والجائزة الذهبية في السيناريو من مهرجان الرباط الثالث للأفلام الوثائقية والقصيرة عام 2007.
3. فلم (يوميات مقاتل عراقي) والفلم وثائقي من إنتاج وزارة الدفاع العراقي والفلم يتحدث عن يوميات الجندي العراقي خلال معركته ضد تنظين داعش الأرهابي، عرضت قناة cnn الأمريكية هذا الفلم في موقعها على الأنترنت.
4. فلم (تاريخ القوة الجوية العراقية) والفلم وثائقي ويتحدث عن تاريخ سلاح الطيران العسكري منذ أول خطوات تأسيسه في ثلاثينات القرن المنصرم، من إنتاج ووارة الدفاع العراقية.
5. فلم (الصاعدون إلى الشمس) والفلم وثائقي يتحدث عن دور سلاح طيران الجيش (السمتيات) في معركة التصدي ضد عصابات داعش عام 2014 حتى تاريخ إنتاج الفلم عام 2015.

### المسرح
1. مسرحية (ترانيم الضياع) وهي مسرحية سياسية قدمتها الفرقة القومية للتمثيل ومن إخراج جواد الحسب، والمسرحية تتحدث عن محنة الشاب العراقي خلال سنين الحصار وهروبه إلى أرصفة الغربة في أوروبا لاجئا ليعمل هناك في أعمال بلدية شاقة، رغم حصوله على شهادات علمية متقدمة.
2. مسرحية (المذنبون) قدمتها الفرقة القومية للتمثيل ومن إخراج أسامة السلطان، عن قصة للقاص والروائي علي حنون بالاسم نفسه.
3. مسرحية (عربانة) من أنتاج الفرقة القومية للتمثيل، وإخراج الفنان عماد محمد وتمثيل الفنان عزيز خيون والفنان لمياء بدن وبديلتها بعد مرضها الفنانة زهراء بدن، فازت المسرحية بجائزة أفضل نص مسرحي في مهرجان بغداد الدولي المسرحي الأول عام 2014 كما نافست هذه المسرحية أكثر من 169 مسرحية في مهرجان الهيئة العربية للمسرح العربي في الشارقة عام 2014 ووصلت إلى المراحل النهائية حتى حصدت الجائزة الثانية، كما اختيرت لتمثل العراق في مهرجان القاهرة التجريبي عام 2017 رغم مرور ثلاث سنوات على تقديمها.

## الجوائز
1. حاصل على الجائزة الذهبية في إبداع الإخراج من مهرجان القاهرة الحادي عشر للإذاعة والتلفزيون عام 2005 عن إخراج فلم انتهاك.
2. حاصل على الجائزة الذهبية كأفضل سيناريو لفلم (انتهاك) من مهرجان الرباط-المغرب الثالث للأفلام القصيرة والوثائقية.
3. كُرم من جهات حكومية ورسمية وأهلية عن مجمل أعماله وأهمها تكريمه من قبل الأكادمية الملكية البريطانية للعلوم تحت عنوان (الإنسان في دراما حامد المالكي)، كما أختير كأفضل كاتب عراقي في عدة أستبيانات مهمة مثل استبيان مجلة الشبكة العراقية التابعة لشبكة الإعلام العراقي.

## أعمال أخرى
في عام 2017 تولى منصب المستشار الإعلامي لوزير الدفاع السيد عرفان الحيالي حتى منتصف عام 2019.

## روابط خارجية
حامد المالكي على موقع قاعدة بيانات الأفلام العربية